# Diakófti
Diakófti, en grec moderne : Διακόφτι, est un village de l'île de Cythère, en Grèce.
Selon le recensement de 2011, la population du village compte 52 habitants.